# Moscufo
Moscufo (Muscùfe in dialetto locale) è un comune italiano di 3 134 abitanti della provincia di Pescara in Abruzzo.

## Origini del nome
Sull'etimologia del toponimo "Moscufo" non c'è chiarezza. Potrebbe derivare da Moscosus, oppure da Muskulf, nome di un capo longobardo che aveva posto il suo accampamento sul pianoro di Contrada Santa Maria, dove oggi c'è il cimitero e l'abbazia di Santa Maria del Lago, risalente all'XI secolo. Pare ci sia un toponimo uguale nella regione di Fulda (Germania). Nel dialetto originario, correntemente parlato e compreso dai residenti fino al 1970 circa, il nome del paese è Muscufe.

## Storia
Diverse sono le tracce del passato di Moscufo. Sembra che l'antico pagus romano fosse centrato intorno all'abbazia di Santa Maria del Lago, quindi più a sud dell'antico paese, come hanno testimoniato i frequenti ritrovamenti in quelle zone di monete romane e altri reperti. 
L'attuale conformazione del paese a borgo fortificato sarebbe di epoca carolingia. La natura di Moscufo come antico borgo fortificato è testimoniata dalla toponomastica: le due entrate del paese sono ancora soprannominate porta cieca e porta furia, e c'è una via del Castello. Inoltre rimangono ancora in piedi parte dalle mura, oltre che un bastione in cotto verso la valle del Tavo. Fuori dal paese, in campagna, ci sono ancora alcuni torrioni di avvistamento spuntati durante le incursioni turche (la casa-torre più vicina è datata da una maiolica al 1527).

### Simboli
Lo stemma e il gonfalone sono stati concessi con decreto del presidente della Repubblica del 7 agosto 1990.
Il gonfalone è un drappo di bianco.

## Monumenti e luoghi d'interesse

### Architetture religiose

#### Chiesa parrocchiale di San Cristoforo

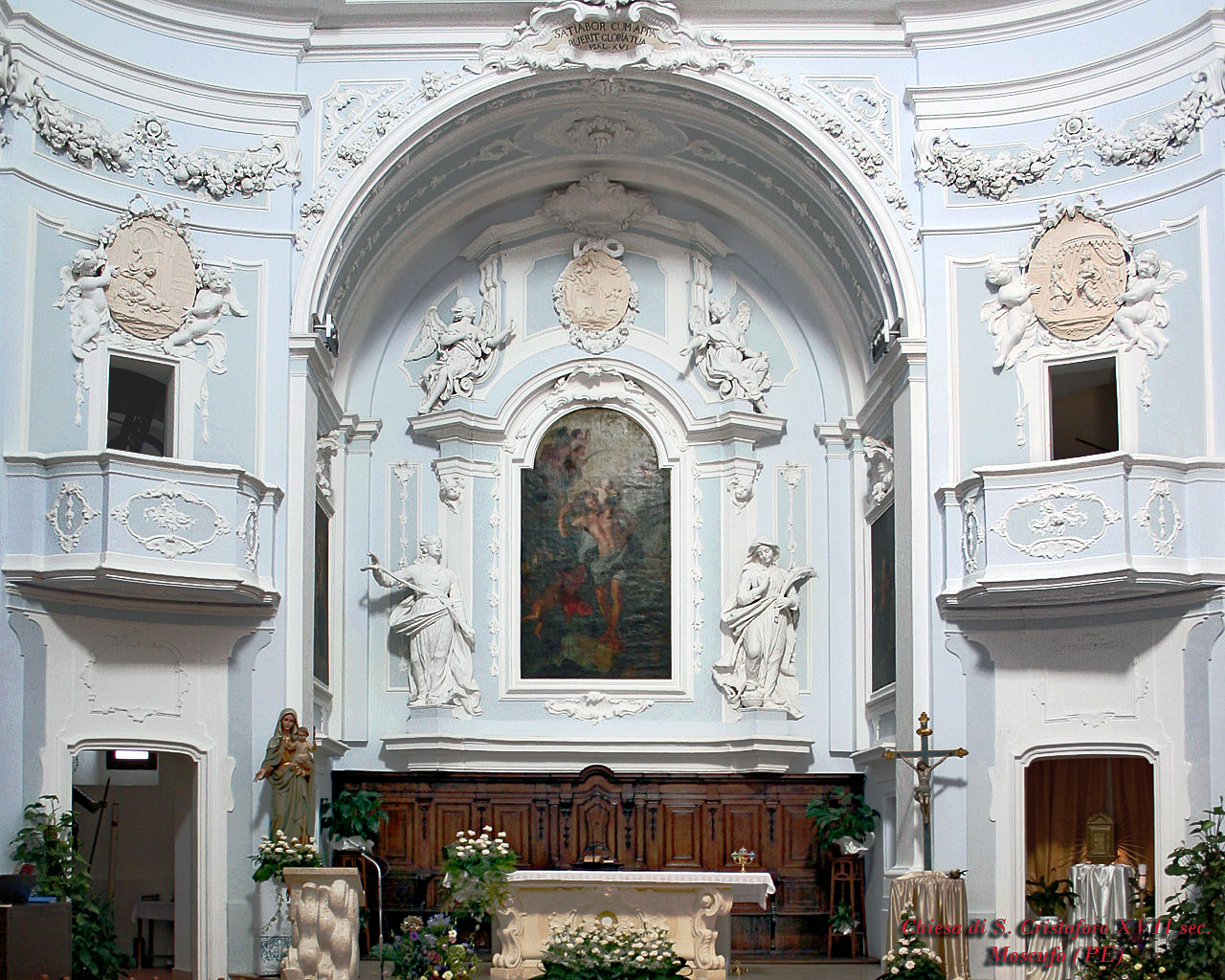
Chiesa di San Cristoforo

La chiesa parrocchiale dedicata a san Cristoforo sorge nel cuore del paese di fronte al palazzo comunale. Nel 1324 questa chiesa figurava già soggetta al pagamento delle decime della Curia romana, ma l'attuale costruzione risale al XVII secolo. La monumentale facciata, tutta in laterizio, rivela chiaramente il carattere barocco, infatti fu costruita nel 1607. La forte muraglia è vivacizzata da lesène sporgenti e arretrate poggiate su alti basamenti e da aggetanti cornici. Il semplice portale è chiuso da battenti in legno dello stesso carattere barocco; nella lunetta soprastante ha risalto lo stemma municipale. Un ampio frontone curvilineo conclude la zona mediana della facciata, mentre il coronamento a fronte triangolare è classicheggiante.
L'interno, ampio e luminoso, è a unica navata su pianta rettangolare a spigoli arrotondati. Ricco è l'ornamento scultoreo con varietà di stucchi; in gran parte eseguiti da Ambrosio Piazza: opulenti festoni, angioletti in atteggiamenti diversi, a tutto tondo e ad altorilievo, svolazzano sulle pareti, sugli archi, sugli altari laterali, creando un piacevole movimento. Negli angoli concavi sporgono pulpiti convessi a creare maggior movimento e contrasti tra spazi ricurvi dove si aprono anche nicchie recanti statue di santi. La zona presbiteriale è cartatterizata da un profondo arco a tutto sesto, riccamente ornato da stucchi; sulla parete di fondo la grande tela raffigurante San Cristoforo, incorniciata da rilevi in un festoso barocco.
Ai lati dell'altare maggiore, due grandi tele: San Vincenzo De Paoli e la Madonna Addolorata. Altre di un certo pregio, sugli altari laterali: il Purgatorio, il SS. Rosario, San Biagio e San Francesco di Paola. Altre pitture sulla movimentata volta a botte, in caratteristici riquadri, rappresentano scene ispirate al Libro di Ester; le finestre, anch'esse adornate da stucchi, sono coronate da profonde lunette. Sotto la finestra mediana che illumina il presbiterio, due graziosi angioletti reggono lo scudo con lo stemma di Moscufo.
Anche le pareti laterali seguono un movimento tipicamente barocco: lesène binate dai ricchi capitelli artisticamente modellati si inseriscono nel fregio di altorilievi a festoni che, con l'aggettante cornicione, gira tutto intorno al perimetro della chiesa. Due eleganti colonne isolate, poste su alti basamenti, reggono la sinuosa balaustrata dell'artistico organo in legno addossato alla parete retrofacciata. Interessanti anche il coro in noce finemente intagliato e i confessionali realizzati nel 1778 da Fabrizio De Fabritiis di Orsogna. È del 1780 il prezioso reliquiario di San Cristoforo, lavorato in argento.

#### Abbazia benedettina di Santa Maria del Lago

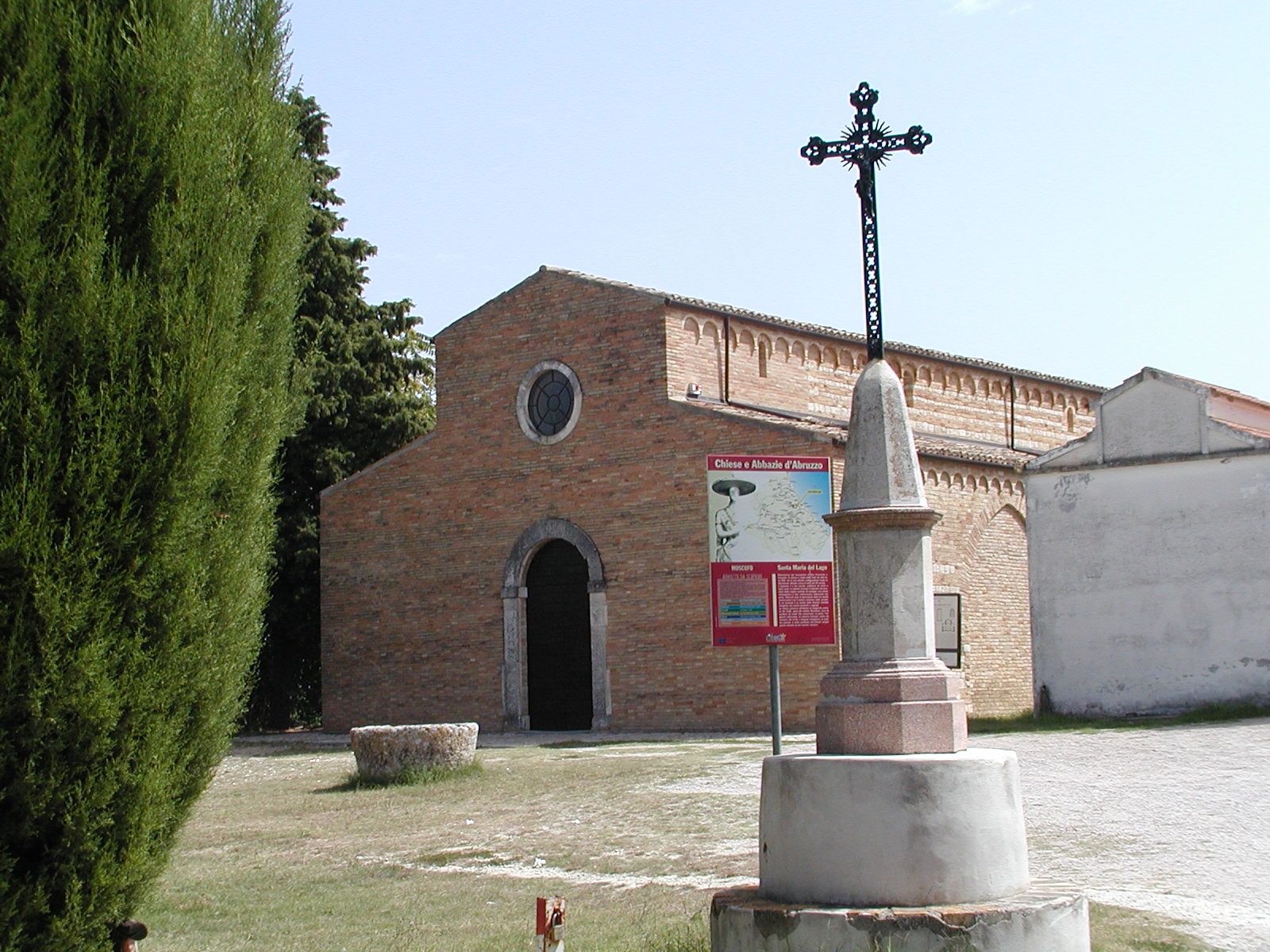
La chiesa di Santa Maria del Lago

Si trova presso il cimitero comunale. Il monumento di maggior rilievo di Moscufo è però la chiesa romanica di Santa Maria del Lago. La chiesa, anticamente detta così per via della vicinanza del bosco (Lucus) era un'abbazia benedettina, come testimoniano le aperture laterali a forma di ogiva verso il chiostro. La facciata, estremamente spoglia e semplice, introduce a un interno elegante e sobrio, con eleganti affreschi del XII secolo, parzialmente sbiaditi dal tempo e dalla sovrapposizione di altre pitture. Ma il vero capolavoro della chiesa è l'ambone policromo, del maestro Nicodemo, tipico esempio di scultura romanica.
Scolpite in rilievo sull'ambone vi sono storie veterotestamentarie (tra le quali: Davide – o Sansone? - che uccide il leone, Davide che affronta l'orso, Giona inghiottito dal pesce, Giona rigettato dal pesce); storie di santi (san Giorgio che uccide il drago); figure allegoriche; animali fantastici; deformi figure umane come telamoni. In dimensioni maggiori e in rilievo molto più accentuato sono scolpiti i simboli del Tetramorfo. 
L'opera inoltre è firmata e datata (1159).
Le ampie tracce di policromia ancora visibili fanno di questo pregevolissimo monumento — tra i maggiori d'Abruzzo, ma di rilievo senza dubbio nazionale — una rara testimonianza dell'uso di dipingere le sculture, un tempo molto diffuso ma oggi difficilmente visibile a causa del degrado del colore.
La stessa chiesa ospita ancora una pregevole Madonna con Bambino del 1465 circa, tavola di Andrea De Litio, massimo pittore abruzzese del suo tempo. 
L'attiguo cimitero, di fondazione napoleonica, vale una visita perché i moscufesi hanno replicato le amatissime forme di Santa Maria del Lago per le proprie cappelle funebri, disegnando uno scenario assolutamente caratteristico.

#### Chiesa di San Rocco
All'inizio della salita di via Roma, la via che porta all'ingresso della piazza, sorge la chiesa di San Rocco:
Semplice e originale la facciata preceduta da una scalinata fiancheggiata da muraglia curvilinea, il coronamento a frontone triangolare scandito da cornice sagomata, le pareti laterali rafforzate da contrafforti, la zona posteriore conclusa ad ampia linea semicircolare.
Interno ad unica navata a strutture molto semplici; sulle pareti emergono lesene dagli alti piedistalli, sostengono le travature lignee del soffitto dove hanno risalto caratteristiche mattonelle dipinte a losanghe.
L'ariosa curva absidale abbraccia il presbiterio dove sorge l'altare maggiore, nella nicchia la statua di San Rocco; sull'unico altare laterale una modesta tela raffigura la Dormitio Virginis.
Nel corso degli anni, la chiesa di San Rocco, è stata utilizzata come prima chiesa parrocchiale, a causa dei terremoti del 2009 e del 2016, ove quindi si sono tenute le ordinarie funzioni religiose.

### Architetture civili

#### Palazzo Orsini
A pochi passi dalla chiesa, sorge il municipio (palazzo Orsini), restaurato recentemente, è diventato di nuovo sede del comune di Moscufo. L'edificio, altro non è, antica dimora della nobile famiglia Orsini. L'unica nota degna di citazione che emerge dalla facciata è l'artistico balcone in ferro battuto a linea sinuosa, che come la chiesa antistante, ricorda il possente stile barocco. La struttura architettonica è molto semplice con rafforzamenti angolari e cornicione di completamento; le finestre sono prive di ornamenti. Imponente, invece, il portone d'ingresso, anch'esso restaurato, che reca lo stemma del Comune.
All'interno un piccolo atrio conduce alla scalinata che immette al piano superiore con i vari ambienti intercomunicanti; vi sono ancora porte dipinte, dal carattere settecentesco; poco è rimasto, invece, della vecchia struttura.

#### Palazzo de' Ferri
Nei pressi dell'oratorio di Sant'Antonio si trova il più significativo degli edifici gentilizi del paese. Il corpo principale del palazzo si estende da via Vittorio Emanuele a via Aldo Moro. In un angolo del giardino interno è murato lo stemma della famiglia da cui il palazzo prende il nome

#### Altri monumenti cittadini

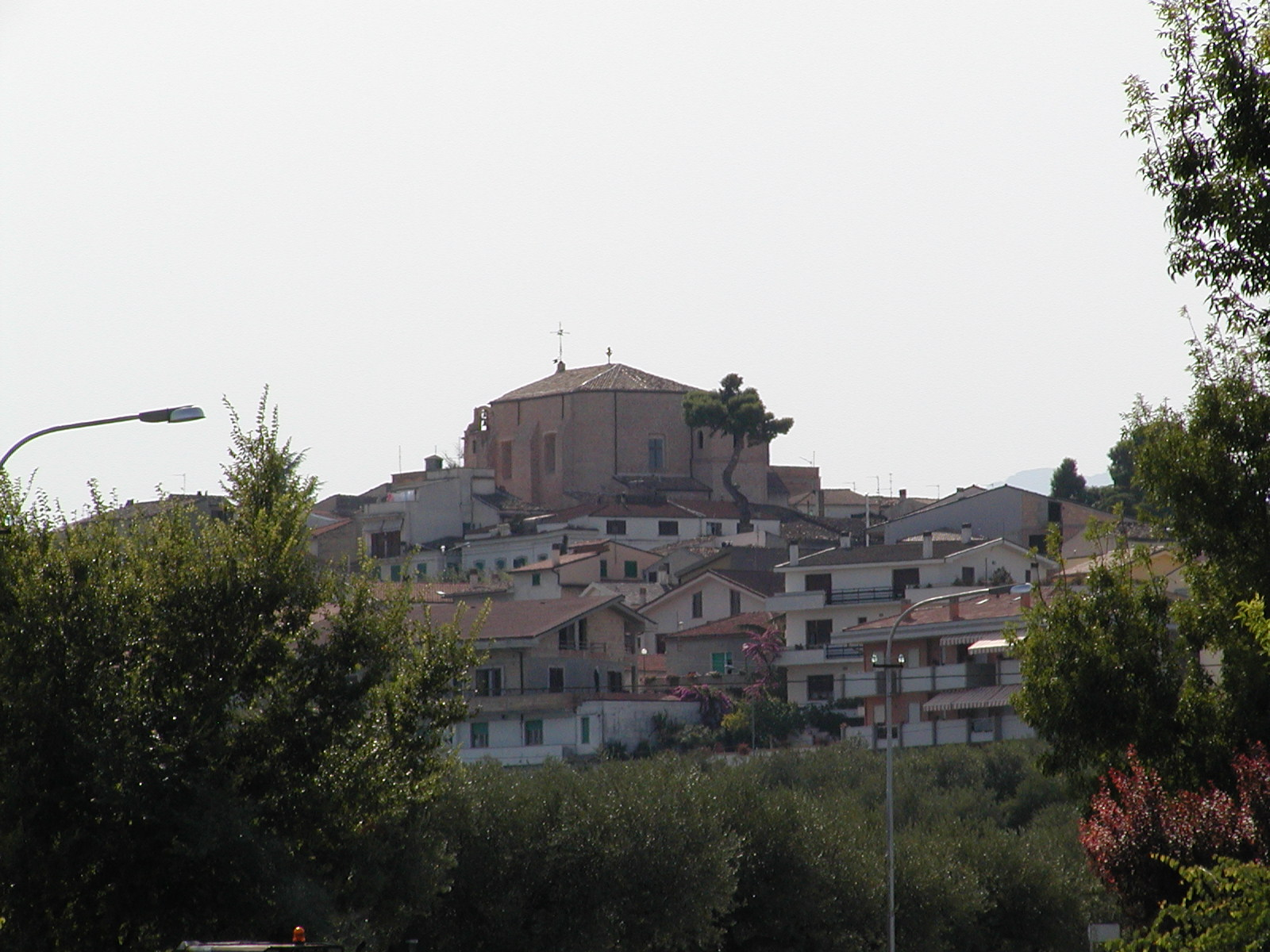
Moscufo

Uscendo dalla piazzetta nel centro storico, che coincide con il punto più alto della collina su cui sorge Moscufo, e scendendo per le strade del paese, si incontrano via via tutti gli altri edifici della cittadina.

## Società

### Evoluzione demografica
Abitanti censiti

Abitanti censiti in base all'età 2023 
| Età       | fino a 4 anni | 5-9 anni | 10-19 anni | 20-29 anni | 30-39 anni | 40-49 anni | 50-59 anni | 60-69 anni | 70-79 anni | 80-89 anni | 90-99 anni | 100 anni e più | Totale |
| --------- | ------------- | -------- | ---------- | ---------- | ---------- | ---------- | ---------- | ---------- | ---------- | ---------- | ---------- | -------------- | ------ |
| Numero Ab | 92            | 117      | 259        | 326        | 358        | 356        | 528        | 464        | 348        | 184        | 39         | 1              | 3072   |

## Economia
Moscufo ospita rigogliosi uliveti e numerosi frantoi formando con i comuni di Pianella e Loreto Aprutino il cosiddetto "triangolo d'oro dell'olio". Si tratta di un'area le cui caratteristiche geomorfologiche e microclimatiche consentono la produzione di olio extravergine Aprutino Pescarese dalle particolari qualità chimiche e organolettiche.

## Amministrazione
| Periodo        | Periodo        | Primo cittadino     | Partito                                           | Carica  | Note          |
| -------------- | -------------- | ------------------- | ------------------------------------------------- | ------- | ------------- |
| 23 aprile 1995 | 13 giugno 1999 | Ugo Di Giandomenico | Lista civica di centro-destra                     | Sindaco | [ 12 ]        |
| 14 giugno 1999 | 7 giugno 2009  | Dilva Ferri         | Lista civica                                      | Sindaco | [ 13 ] [ 14 ] |
| 8 giugno 2009  | 26 maggio 2019 | Alberico Ambrosini  | Lista civica di centro-destra Insieme per Moscufo | Sindaco | [ 15 ] [ 16 ] |
| 27 maggio 2019 | 9 giugno 2024  | Claudio De Collibus | Lista civica Insieme per Moscufo                  | Sindaco |               |
| 10 giugno 2024 | in carica      | Pietro Di Pietro    | Lista civica La Nuova Moscufo                     | Sindaco |               |

### Gemellaggi
- Mława

## Sport

### Calcio
La principale squadra di calcio della città è la Polisportiva Moscufo 1971 che milita nel girone B abruzzese di Promozione. È nata nel 1971.
Dalla stagione sportiva 2014/2015 una nuova squadra prende il posto della ormai fallita società precedente, la Moscufo, che dalla 3ª Cat. provinciale passa nell'anno successivo (2015/16) alla 2ª Cat. (Girone C) di Pescara, ottenendo ottimi risultati, che portano alla sua promozione in 1ª Categoria Regionale per la stagione 2016/2017.
La nuova società è seguita e supportata sia dai ragazzi giovani del Paese, sia dai più anziani, assidui sostenitori da sempre della squadra locale.